# 紀行番組
紀行番組（きこうばんぐみ）は、紀行、すなわち旅の体験・見聞・感想などを記録したテレビ番組のこと。旅番組の一種。教養番組の一種に位置づけられることがある。

## 概要
住む土地を離れて様々な地域を訪れ、そこにある文化、人々の暮らしぶり等々を紹介したり、疑似体験してもらう番組である。
いくつかタイプがある
- 現地で撮影された映像に、解説が淡々とテロップで入るタイプ
- スタッフが取材を行い、現地の撮影ではスタッフの姿は原則映さず、編集の段階でスタジオで（現地には行かない）ナレーション役の人が解説や感想を吹き込むタイプ（例、『世界ふれあい街歩き』『小さな村の物語 イタリア』）
- 旅人役、体験者役をする人物が生身で現地に入り、実際に何らかの体験をし、カメラがその人物の体験や表情も収めることで、現場を訪れるであろう人（視聴者）が感じるであろう感情的な部分も その人物に託して映像的に表現することを試みるタイプ。このタイプは紀行でかつドキュメンタリーにも分類されることがある。(例、NHK「ザ・プレミアム　堤真一×風と虹の大地～南米パタゴニア」など)

## 歴史、主な番組例
- 真珠の小箱（毎日放送）（1959年3月6日 - 2004年3月27日。45年間も放送された。）
- 兼高かおる世界の旅（TBS）（1959年12月13日 - 1990年9月30日。30年10か月の間 放送された。）
- 新日本紀行（NHK）、新日本紀行ふたたび（NHK）(1963年10月7日 - 1982年3月10日。2005年 -2010年[注釈 1]）
- ふるさと紀行（東海テレビ）（1963年5月2日 - 2007年9月30日。44年間も放送された。）
- 日立ドキュメンタリー すばらしい世界旅行（日本テレビ）（1966年10月9日 - 1990年9月16日。放送回数は全部で1010回におよんだ。）
- こちら海です（KBS京都、サンテレビ、福井テレビ、テレビ和歌山）（1977年10月 -　 2004年3月28日）
- 世界めぐり愛（TBS）（1982年4月4日 - 1987年9月27日）
- ニッセイワールドドキュメント（TBS）（1987年4月 - 2001年3月）
- グレートジャーニー（フジテレビ）（1995年 - 2002年）
- 新日本探訪（NHK）（1991年4月7日 -2000年3月26日）
- ワザあり!にっぽん（中京テレビ）（1993年4月4日 - 1996年3月31日）
- 世界ウルルン滞在記シリーズ（毎日放送）（1995年4月9日 - 2008年9月14日）
- 道浪漫（毎日放送）（1996年10月6日 - 2004年3月28日）
- 世界謎紀行・神々のいたずら（TBS）（1996年10月13日 - 1997年9月21日）
- 神々の詩（TBS）（1997年10月12日 - 2000年3月19日）
- 世界びっくり旅行社（NHK総合）（2009年5月 - 2014年3月）
- ワールドバザール21（BSフジ）（2001年4月 - 2009年3月）
- 冒険!CHEERS!! （日本テレビ）（2003年10月4日 - 2005年3月26日）
- 世界プチくら!（朝日放送）（2003年10月17日 - 同年11月28日）
- 列島縦断 鉄道12000キロの旅 〜最長片道切符でゆく42日〜（BShi)　(2004年5月6日から6月23日まで月曜日～金曜日午前7:45～午前8:00まで15分生中継。) (生放送放送日に再放送BS2で月曜日～金曜日午後7:45～午後8:00まで放送。)
- 世界の鉄道グラフィティ（NHK）（2006年 - 2007年）
- バカリズムの30分ワンカット紀行（BSテレ東）（2017年4月3日 - 2020年9月19日）
- アナザースカイ（日本テレビ）（2008年10月 - 2021年9月）
- プレミアム8紀行（NHK）（2009年 - 2011年）
- にっぽん木造駅舎の旅（NHK）（2009年3月27日 - 2011年3月で完了）
- 世界列車の旅〜夢の蒸気機関車探訪〜（BS日テレ）（2010年5月6日 - 9月30日）
- クラシックホテル憧憬（2010年10月6日 - 2011年9月）
- 海外行くならこーでね〜と!（テレビ東京）（2012年4月7日 - 2013年9月23日）
- 横山由依（AKB48）がはんなり巡る 京都・美の音色（関西テレビ）（2012年7月 - 2020年12月）
- 世界豪華客船紀行(BS11）（2012年10月4日 - 2016年3月29日）
- お伊勢さん（三重テレビ）（2013年）
- 世界で一番美しい瞬間（NHK）（2014年4月10日 - 2016年3月30日）
- EXILE TRIBE 男旅（UHB）（2014年5月 - 2023年）
- クレイジージャーニー（TBS）（2015年4月17日（16日深夜）- 2019年9月4日）
- 陸海空シリーズ（テレビ朝日）（2017年 - 2020年）
- 世界はほしいモノにあふれてる 〜旅するバイヤー極上リスト〜（NHK総合）（2018年4月12日 - 2021年3月18日）
- 古城のまなざし (WOWOW)（?～?）
- ごりやくさん（KBS京都）（2019年9月 - 2020年11月）

### 現在も放送中
世界全般
- 世界水紀行（BS日テレ）（?～）
- 地球見聞録
- 感動地球紀行
- 地球絶景紀行
- 世界大自然紀行
- 世界ふれあい街歩き（NHK）（2005年3月29日 - ）
- 世界温泉遺産
- ホテルの窓から～見る知る歩く世界の街～
- トラベリックスⅢ
- 世界遺産（TBS）
- 世界の街道をゆく（テレビ朝日）
- 心に刻む風景（日本テレビ）（2006年10月4日 - ）
- グッと!地球便（読売テレビ）（2008年4月6日 - ）
- とことん紀行（BS11）（?～）
- 8Kベストウインドー 空からクルージング（NHK BS8K）
- 迷宮グルメ 異郷の駅前食堂（BS朝日）（2018年4月8日 -）
- DAIGOの!世界きまぐれリモートツアー（BS日テレ）（2021年10月5日 - ）

ヨーロッパ
- ヨーロッパ水紀行Ⅰ～Ⅴ
- ヨーロッパ 路地裏紀行
- 欧州 美の浪漫紀行

イタリア限定
- 小さな村の物語 イタリア（BS日テレ）（2007年10月7日 - ）

アジア
- アジア・知られざる大自然

日本限定
- 日本遺産物語
- 小さな旅
- 美しき自然・日本
- 遠くへ行きたい（読売テレビ）（1970年10月4日 - ）
- ブラタモリ（NHK総合）（2009年10月～2012年3月（第1 - 3シリーズ）、2015年4月 - ）
- 新日本風土記（NHK BSプレミアム・BS4K）（2011年4月 - ）
- 美しい日本に出会う旅（BS-TBS）（2012年10月 - ）
- 三宅裕司のふるさと探訪〜こだわり田舎自慢〜（BS日テレ）（2015年4月 - ）
- ふるカフェ系 ハルさんの休日（NHK Eテレ）（2016年 - ）
- 京都画報（KBS京都・TOKYO MX・BS11）（2021年10月 - ）

特定の地形限定（山岳・河川・海・島など)
- グレートトラバース（NHK BSプレミアム）
- にっぽん百名山（NHK BSプレミアム・BS4K）（2012年 - ）
- にっぽんトレッキング100（NHK BSプレミアム）（2016年 - ）
- 絶景百名山（BSフジ）
- 美ら海ドローン大航海（NHK）[1]

乗り物限定（鉄道・バス・船）
- Railway Story（WOWOW)（1990年 - ）
- 世界の車窓から（テレビ朝日）（1987年6月1日 - ）
- 地球バス紀行（BS-TBS）
- 世界・夢列車に乗って
- 路面電車で行く 世界各街停車の旅
- 欧州鉄道の旅（BSフジ）（?～）
- ちょっと贅沢!欧州列車旅行
- 新 鉄道・絶景の旅（BS朝日）
- 世界の船旅（BS朝日）（2008年4月6日 - ）
- 極上のクルーズ紀行（BS-TBS）（2011年4月6日 - ）
- 中井精也のてつたび（NHK BSプレミアム）
- みんなの鉄道シリーズ（CS・フジテレビONE・NEXT）